# Oncometopia mexicana
Oncometopia mexicana är en insektsart som beskrevs av Schröder 1959. Oncometopia mexicana ingår i släktet Oncometopia och familjen dvärgstritar. Inga underarter finns listade i Catalogue of Life.